# Trignac
Trignac település Franciaországban, Loire-Atlantique megyében. Lakosainak száma 8234 fő (2022. január 1.). Trignac Montoir-de-Bretagne, Saint-Joachim és Saint-Nazaire községekkel határos.

## Népesség
A település népessége az elmúlt években az alábbi módon változott:
| Lakosok száma | 7076 | 7180 | 7020 | 7230 | 7298 | 7636 | 7868 | 7983 | 8101 | 8234 |
|               | 1968 | 1982 | 1990 | 2006 | 2013 | 2015 | 2017 | 2019 | 2020 | 2022 |